# Istvan Bilek
Istvan Bilek (Budapeste, 11 de agosto de 1932 — Budapeste, 20 de março de 2010) foi um Grande Mestre de xadrez húngaro, três vezes campeão nacional com nove participações nas Olimpíadas de xadrez pelo seu país. Participou também dos interzonais de 1962 e 1964 e seus melhores resultados em torneios foram em Balatonfured (1960), Salgótarján (1967) e Debrecen (1970).